# Katsumi Nakamura
Katsumi Nakamura (Japans: 中村 克, Nakamura Katsumi) (Tokio, 21 februari 1994) is een Japans zwemmer die is gespecialiseerd in de vrije slag.

## Carrière
Op de Wereldkampioenschappen zwemmen 2015 in Kazan eindigde Nakamura 13e op de 50m vrije slag en 19e op de 100m vrije slag.

## Internationale toernooien
| Jaar | Olympische Spelen | WK langebaan                                                | WK kortebaan | PanPacs                                                                                                  | Aziatische Spelen |
| ---- | ----------------- | ----------------------------------------------------------- | --- | --- | ----------------- |
| 2014 |                   |                                                             | 10e 100m vrije slag 7e 4x100m vrije slag 9e 4x200m vrije slag 9e 4x50m wisselslag 7e 4x100m wisselslag Nakamura zwom enkel de series | 7e 50m vrije slag · 6e 100m vrije slag · 18e 100m vlinderslag · 4e 4x100m vrije slag · 4x100m wisselslag | 4x100m vrije slag |
| 2015 |                   | 13e 50m vrije slag 19e 100m vrije slag 6e 4x100m vrije slag | | |                   |